# رادیوی دیجیتال

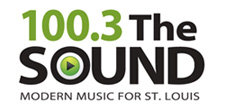
لوگوی رادیوی دیجیتال

رادیوی دیجیتال (نام علمی: Digital radio) فناوری (پخش رادیویی) است که در آن اطلاعات به صورت سیگنال دیجیتال و به صورت مدولاسیون دیجیتال انتقال می‌یابد.